# Chlorcorona
Chlorcorona, monotipski rod zelenih algi iz porodice Spondylomoraceae, dio reda Chlamydomonadales. Jedina vrsta je slatkovodna alga C. bohemica. iz Češke.

## Sinonimi
- Corona bohemica Fott